# Andrea Palladio
Andrea Palladio, född 30 november 1508 i Padua, Veneto, död 19 augusti 1580 i Maser, Veneto, var en italiensk renässansarkitekt, verksam i Vicenza och Venedig och dess omgivningar. Hans verk kännetecknas av symmetri och proportioner. Palladio var upphovsman till palladianismen.

## Biografi
Palladio var först verksam i Vicenza, där han ledde ombyggnaden av den så kallade Basilica Palladiana från 1549, med loggior i två våningar. Han ritade även flera palats, bland annat Villa Thiene, Palazzo Chiericati och Villa Rotonda; särskilt den senare fick stor betydelse vad grundplan och uppbyggnad beträffar samt Teatro Olimpico. Från 1560 överflyttade han till Venedig, där han bland annat uppförde kyrkan och klostret San Giorgio Maggiore samt Il Redentore. Palladio hyllade högrenässansens ideal och strävade under studier av Vitruvius och Leon Battista Alberti att återvinna den romerska antikens harmoniska formbildning och storslagna planläggning.
Utifrån denna ståndpunkt utvecklade Palladio en självständig stil, med kraftiga linjer och monumental hållning i en stil som förebådade barocken. Jämte kolonnställningar använde han även halvkolonner och pilastrar, ibland fördubblade, ofta genomgående hela fasaden eller dess två huvudvåningar, varöver en attika kunde uppskjuta. Huvudfasaden eller fasaderna fick ofta en klassisk tempelarkitektur.
Sina undersökningar om den romerska byggnadskonsten samlade Palladio i Antichità di Roma (1554). Av största betydelse blev hans lärobok I quattro libri dell'architettura, vilken snart omtrycktes och senare översattes till flera europeiska språk. En svensk översättning Fyra böcker om arkitekturen utkom 1928. Cornelius Gurlitt utgav 1914 en Gesamtausgabe av Palladios verk, senare utgiven i nya upplagor. Både genom sin praktiska byggenskap och sina teoretiska arbeten blev Palladio en av de mest betydande föregångsmännen inom byggnadskonsten.

## Byggnadsverk i urval
- Villa Rotonda (egentligen Villa Capra), Vicenza
- Teatro Olimpico, Vicenza
- Palazzo Chiericati, Vicenza
- San Giorgio Maggiore, Venedig
- Il Redentore, Venedig
- Tempietto Barbaro, Maser

## Bilder

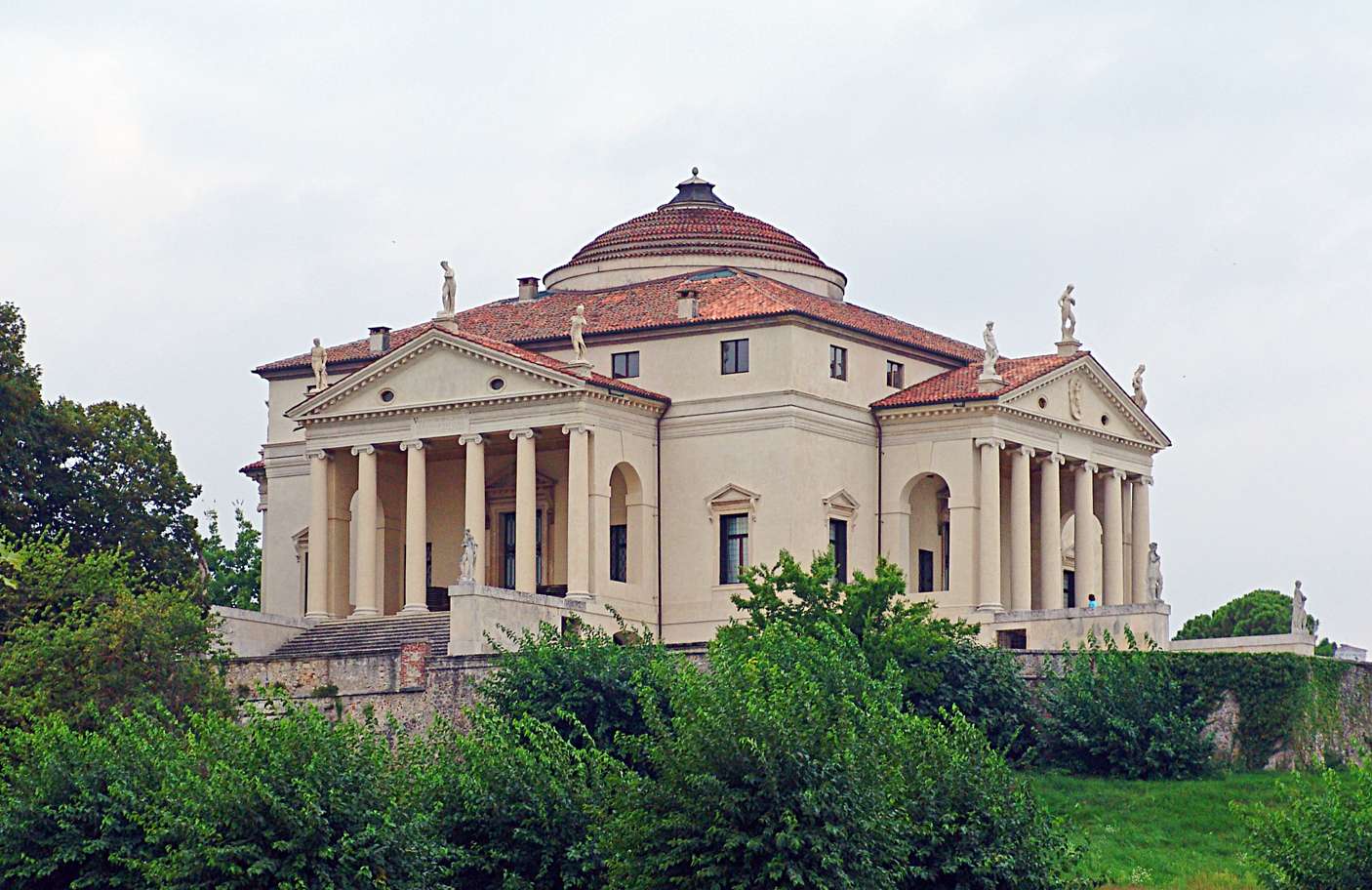
Villa Rotonda.
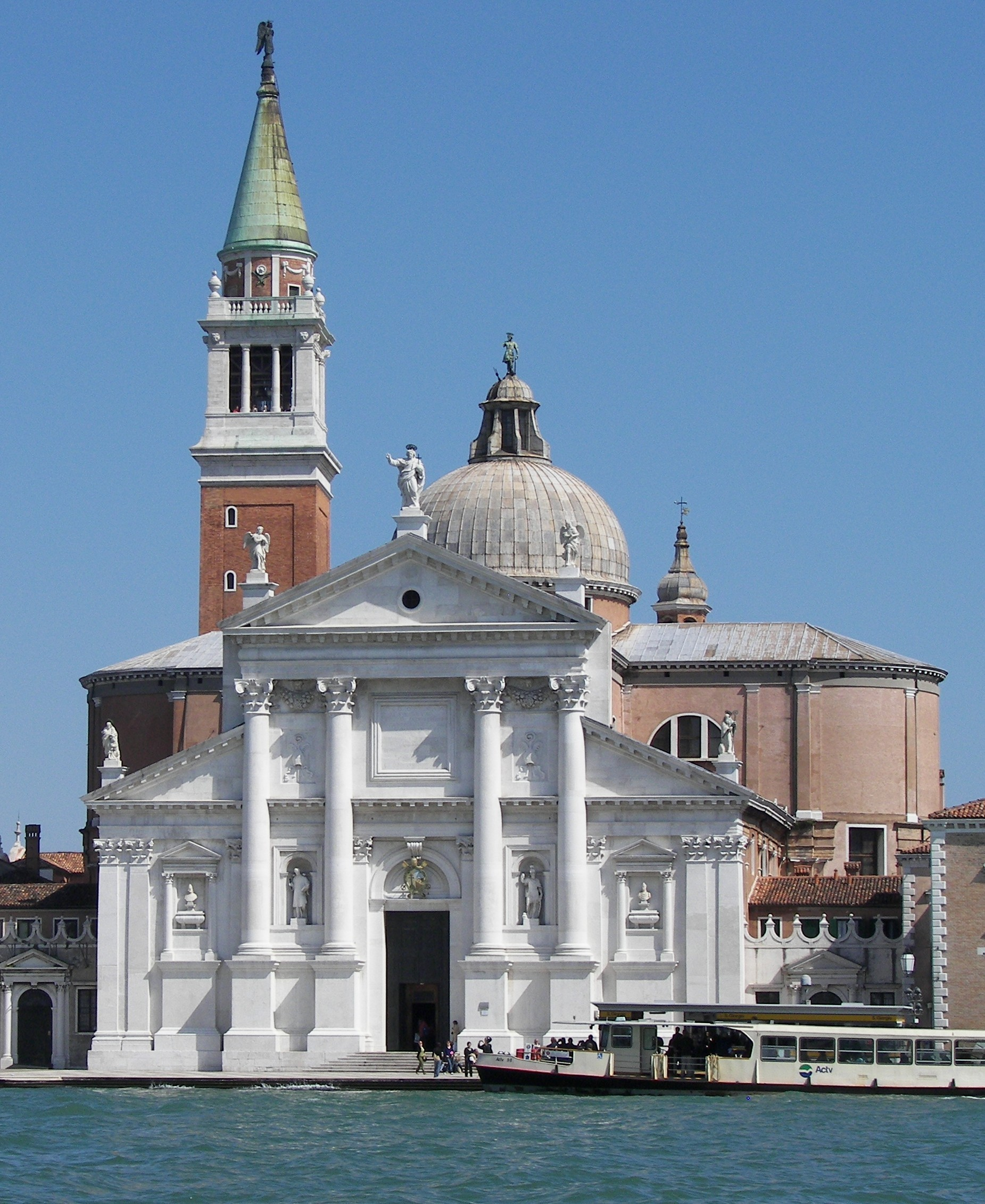
San Giorgio Maggiore.
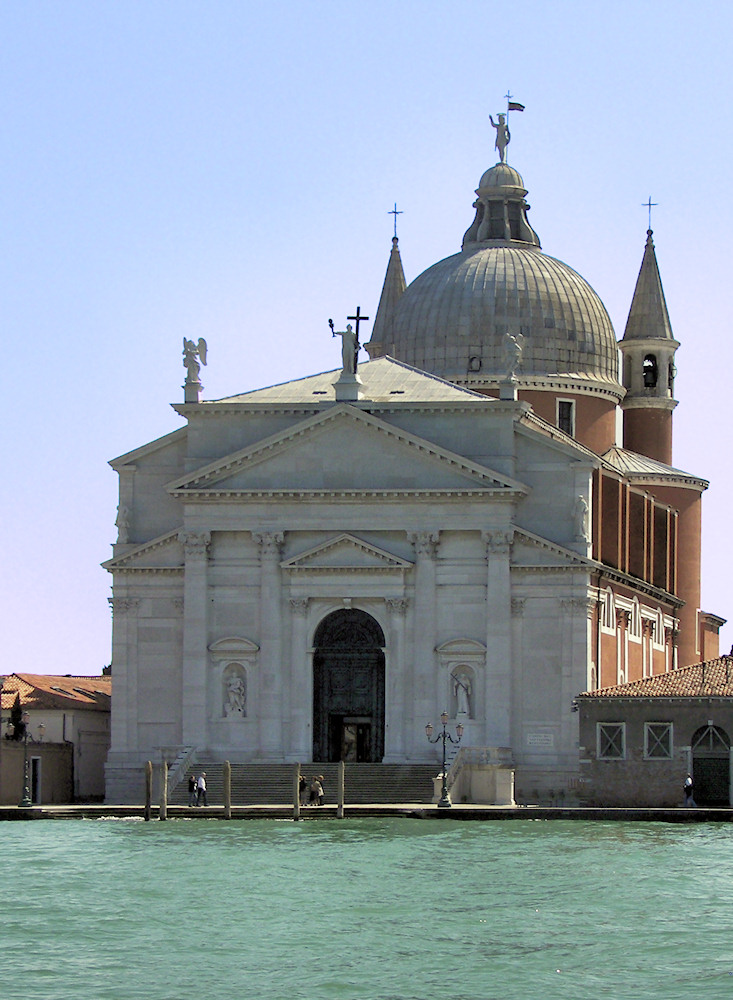
Il Redentore.
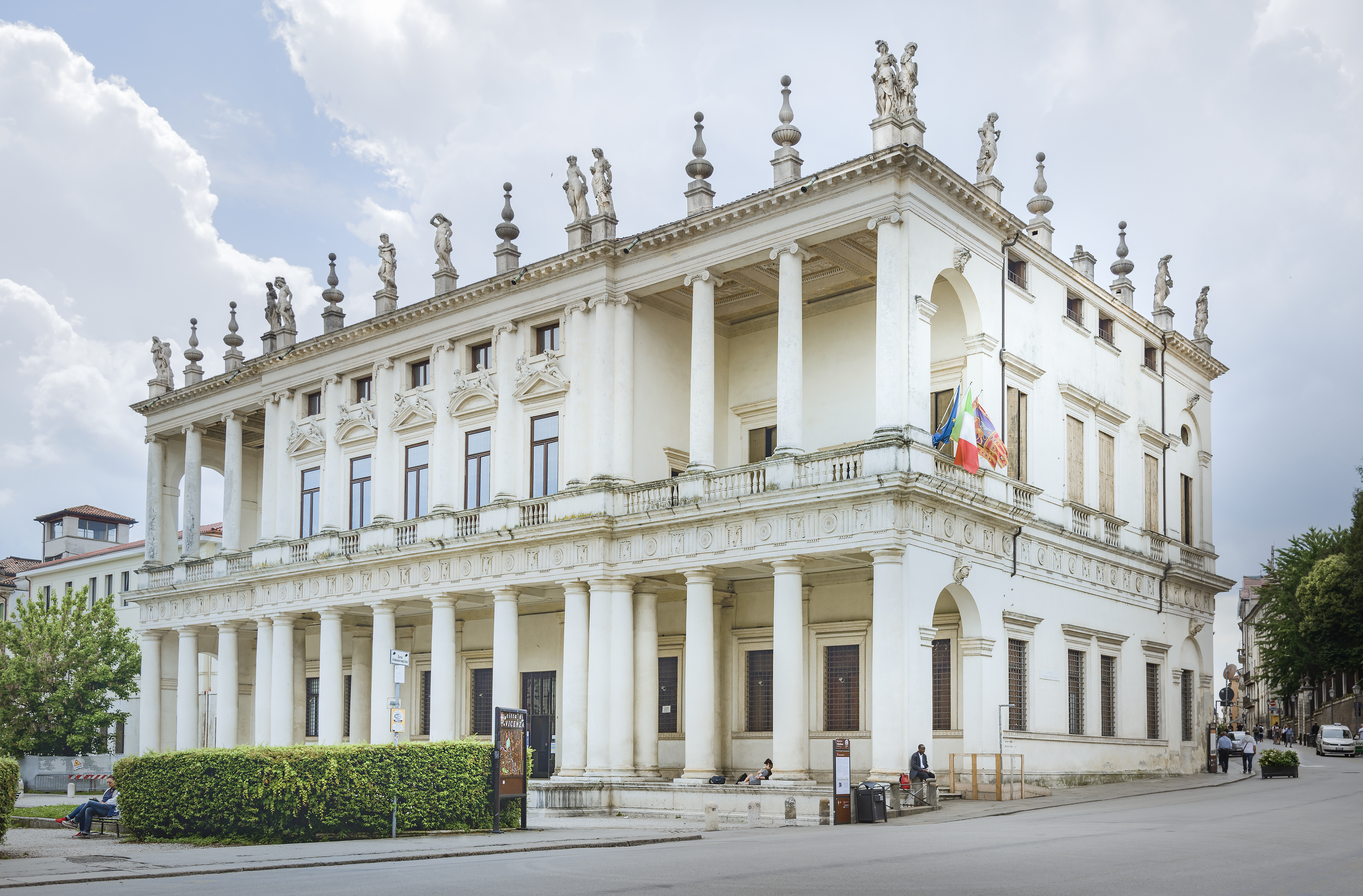
Palazzo Chiericati.